# Didier Païs
Didier Païs (Colmar, 8 febbraio 1983) è un ex lottatore francese, specializzato nella lotta libera.

## Biografia
Ha partecipato ai campionati europei di Ancara 2004, dove è stato estromesso da Vasyl Fedorishin al secondo turno del torneo dei 60 chilogrammi, concludendo al dodicesimo posto in classifica.
Ha ottenuto il suo primo successo internazionale agli europei di Varna 2005, perdendo in finale contro l'ucraino Vasyl Fedorishin nel torneo dei 60 chilogrammi. Ha rappresentato la Francia ai Giochi del Mediterraneo di Almería 2005, guadagnando la medaglia di bronzo. Ai mondiali di Budapest 2005 si è piazzato al 25 posto, dopo essere stato eliminato al primo turno dal kazako Baurzhan Orazgaliyev.
Agli europei di Mosca 2006 è stato estromesso per mano del rumeno Petru Toarca nel primo incontro, chiudendo al tredicesimo posto. Ai mondiali di Guangzhou 2006 ha ottenuto il dodicedimo posto a seguito dell'eliminazione subita dal giapponese Noriyuki Takatsuka. 
Agli europei di Sofia 2007 è risultato sconfitto al primo turno ad opera del macedone Mourad Ramazanov (poi vincitore del bronzo). Stesso esito al mondiale di Baku 2007, eliminato dal cinese He Qin.
Si è laureato vicecampione continentale per la seconda volta agli europei di Tampere 2008, perdendo in finale, come tre anni prima, contro l'ucraino Vasyl Fedorishin. Lo stesso anno, ai tornei preolimpici, ha mancato la qualificazione ai Giochi olimpici estivi di Pechino 2008.
Ai campionati continentali di Vilnius 2009 si è classificato nono. Ai Giochi del Mediterraneo di Pescara 2009 ha terminato settimo. 
Ha ottenuto il suo miglior piazzamento iridato ai mondiali di Istanbul 2011, dove ha concluso al quinto posto dopo essere rimasto sconfitto in semifinale dal russo Besik Kudukhov e nella finale per il terzo posto dal giapponese Kenichi Yumoto.
Ha rappresentato la Francia ai Giochi olimpici estivi di Londra 2012 in cui è stato eliminato agli ottavi di finale del torneo dei 60 chilogrammi dall'egiziano Hassan Madani. Al termine della competizione a cinque cerchi si è ritirato dall'attività agonistica.

## Palmarès
- Europei

Varna 2005: argento nei 60 kg.;
Tampere 2008: argento nei 60 kg.;
- Giochi del Mediterraneo

Almería 2005: bronzo nei 60 kg.;